# Градски музеј Шибеника
Градски музеј Шибеника је музеј комплексног типа који се састоји од археолошког, културно-историјског, новије историје и етнографског одељења и бави се прикупљањем, очувањем, обрадом и презентацијом културно-историјске баштине шибенског краја.

## Историја
Градски музеј Шибеника је основан 20. децембра 1925. поводом хиљадите годишњице Краљевине Хрватске у некадашњој Кнежевој палати у непосредној близини Катедрале. Палата је део обалског одбрамбеног система града и подигнута је у 13—14 веку. До данас су сачувана два крила некада много веће зграде у којој је боравио представник државне власти, градски кнез у Шибенику. Јужно крило се простире дуж обале од четвороугаоне до полигоналне куле. Између Четвороугаоне куле и Владичанског двора је сачувана ренесансна градска капија из 16. века. У средини приземља јужног крила Кнежеве палате се налази готички пролаз са градском капијом изнад које је градски грб са ликом Арханђела Миховила који је заштитник града. Западно крило Кнежеве палате је окренуто ка сакристији и апсидалним деловима Саборне цркве. На јужном крају овог дела се налазе двоја врата са каменим оквирима, а између њих ниша са барокном скулптуром градског кнеза Николе Марчела. Године 1975. је завршена адаптација Кнежеве палате и омогућено савремено функционисање музеја. У оквиру музеја ради рестаураторско-конзерваторска радионица. У збиркама садржи предмете значајне за проучавање шибенске прошлости од најстаријих времена до данас. Цео фонд је подељен на археолошко одељење које садржи праисторију, антику, средњи век и подморју, културно-историјско одељење и одељење новије историје које садржи надгробне споменике, старе мајсторе, стару графику, оружја, старе фотографије, разгледнице, архиву, галерију, збирке ретких издања, картографску, нумизматичку, накит, намештај, керамику, предмете свакодневне употребе, богослужбене предмете, музичке инструменте, укупан број музеја је око 150.000. Истражили су бројна археолошка налазишта у околини Шибеника и шибенском акваторију, а организовано је преко триста изложби праћених каталозима.